# Heterocallia cruda
Heterocallia cruda là một loài bướm đêm trong họ Geometridae.